# Памятник А. Молдагуловой и М. Маметовой
Памятник Молдагуловой и Маметовой — памятник Героям Советского Союза Алие Молдагуловой и Маншук Маметовой, расположенный в городе Алма-Ата в одноименном мемориальном сквере.

## История
Памятник открыт 25 октября 1997 года. Торжественное открытие происходило с участием Президента Казахстана Нурсултана Назарбаева, членов Правительства, ветеранов Великой Отечественной войны, курсантов военного училища, военнослужащих, учащихся школ города, а также общественности города..
Созданию памятника предшествовало постановление Кабинета Министров РК от 27 апреля 1995 года № 571 «О праздновании 70-летия со дня рождения Героя Советского Союза Алии Молдагуловой». Главе Алматинской городской администрации поручено обеспечить сооружение в столице республики памятника героям Великой Отечественной войны Алие Молдагуловой и Маншук Маметовой.

## Особенности
Памятник представляет из себя архитектурный ансамбль. Скульптуры героев изображены в военной форме, идущих строевым шагом рядом друг с другом, выполнены бронзового литья. Постамент памятника выполнен из капитальных плит красного и розового гранита. На постаменте закреплены две золотые звезды Героя Советского Союза с указанием имен девушек на казахском языке: «Әлия» и «Мәншүк». За скульптурами девушек-героев расположена композиция в виде монументального обелиска из белого мрамора и коричневого гранита. Обелиск увенчан скульптурной композицией «Мир». Композиция состоит из объемного бронзового литья в виде земного шара и детей, которые пускают птиц в небо.

### Памятник архитектуры
26 сентября 2001 года памятник Алие Молдагуловой и Маншук Маметовой взят под охрану государства, присвоен статус государственного памятника истории и архитектуры местного значения.
Границы охранной зоны здания памятника архитектуры были утверждены в 2014 году.

### Незаконное возведение кафе «Акку» в охранной зоне памятника
В 2024 году в «Мемориальном сквере им. А. Молдагуловой и М. Маметовой» в нарушение Законодательства «Об охpане и использовании объектов истоpико-культуpного наследия» начато незаконное строительство развлекательного кафе «Акку», состоящего из 2 этажей. Незаконное возведение здания кафе «Акку» проводится в охранной зоне, зоне регулирования застройки и зон охраняемого природного ландшафта объекта историко-культурного наследия города Алматы — памятника архитектуры им. А. Молдагуловой и М. Маметовой, тем самым искажая его вид и ансамбль. 
Строительство кафе в «Мемориальном сквере им. А. Молдагуловой и М. Маметовой» ведётся с разрешения акима города Алматы Ерболата Досаева. Ранее аким Досаев в 2022 году подписывал «Постановление акимата города Алматы от 14 июля 2022 года № 3/314-356 "О начале принудительного отчуждения земельного участка или иного недвижимого имущества в связи с изъятием земельного участка для государственных нужд площадью 0,1357 га расположенного по адресу: улица Панфилова, участок 123 (кадастровый номер 20-311-007-063) в Алмалинском районе города Алматы для реализации Генерального плана города Алматы (благоустройство и озеленение территории)"», но затем отказался его исполнять, приняв новый Генеральный план города с ПДП, тем самым легализовавший участок сквера под строительство кафе «Акку». Кроме того, акимом Досаевым было отменено решение «Об утверждении границ охранных зон, зон регулирования застройки и зон охраняемого природного ландшафта объектов историко-культурного наследия города Алматы».

## История Героев
Маншук Маметова родилась в 1922 году. В студенческие годы совмещала учёбу в Медицинском Институте и работу в секретариате Совнаркома КазССР. 13 августа 1942 года она ушла добровольцем на фронт и воевала в составе 21-й стрелковой дивизии и 100-й стрелковой бригады. Получила звание старшего сержанта и командира пулеметного расчета. Маншук Маметова была удостоена посмертным званием Героя Советского Союза за участие в бою под Невелем в октябре 1943 года. Её именем названы улица и школа в городе Алматы, ледник и вершина в Заилийском Алатау.
Алия Молдагулова родилась в 1925 году в ауле Булак. С 8 лет, после того как осталась без родителей, Алия жила у своего дяди Аубакира Молдагулова под опекой бабушки в городе Алма-Ата.
В 1935 году семья Молдагуловых переехала в Москву после поступления дяди в Военно-транспортную академию, а позже семья переехала в Ленинград. С 1939 года Алия училась в школе-интернате N46. В 18 летнем возрасте, после окончания школы снайперов, Алия Молдагулова отправляется добровольцем на фронт, где она воевала в составе 54-й стрелковой бригады Второго Прибалтийского фронта. Она способствовала успешному наступлению батальона под Псковом. Молдагулова была известна как меткий снайпер. Алия Молдагулова была посмертно удостоена звания Героя Советского Союза и Ордена Ленина в июне 1944 года.

## Авторы памятника
Состав авторского коллектива: Сатыбалдин Казыбек Кажикенович — скульптор, Т.Ералиев, В.Сидоров — архитекторы, М. Е. Еркенов — конструктор. Работу творческого коллектива возглавил скульптор Баймагамбетов С. К.